# Adenaria floribunda
Adenaria floribunda là một loài thực vật có hoa trong họ Lythraceae. Loài này được Kunth mô tả khoa học đầu tiên năm 1823.